# Kyatto Ninden Teyandee
Kyatto Ninden Teyandee (キャッ党忍伝てやんでえ?), conocido en español como Los gatos samurái,  es una serie anime producida en 1990 en Japón por la empresa Tatsunoko Productions y Sotsu Agency. Fue introducida al público occidental en 1991 por Saban. La serie trata de tres gatos que trabajan en una pizzería como repartidores y protegen a la ciudad de Pequeño Tokio del crimen. La serie combina acción y comedia, y es notable la comicidad en todas partes de esta serie, lo mismo con los diálogos y los personajes con características muy especiales.
El anime consta de cincuenta y cuatro capítulos, siendo cincuenta y dos adaptados en su lanzamiento fuera de Japón. El anime puede verse actualmente en Crunchyroll vía streaming desde el 27 de diciembre de 2015, fecha en la que se inició dicho anime desde 0.

## Significado del título
La traducción del título en japonés es «La leyenda de los gatos ninja teyandee» o «La leyenda del sorprendente grupo ninja». La palabra キャット kyatto es la romanización japonesa para «gato», pero el título usa el kanji 党 tō (grupo)
con la palabra en katakana キャ kya (onomatopeya que indica sorpresa), así que el título es un juego de palabras. La palabra «teyandee» puede equivaler a la frase «¿De qué diablos estás hablando?».

## Premisas
El lugar donde se desarrolla la trama es la ciudad de Pequeño Tokio (Edoropolis en la versión japonesa), que mezcla elementos tradicionales y futuristas. Está poblada por muchos tipos de jujin o animaloides, muchos de los cuales tienen partes cibernéticas en sus cuerpos.
El gobernante oficial es el emperador Fred (Shōgun Tokugawa). Desafortunadamente, el emperador está rematadamente loco, porque le fueron quitadas sus muelas del juicio. Por lo tanto, Pequeño Tokio es actualmente gobernada por la princesa Violeta y un consejo. La cabeza del concilio es el primer ministro Gran Quesote, quien constantemente intenta derrocar al emperador y convertirse en el emperador de Pequeño Tokio.
Solamente el Gran Dientón (Al Dente) (Wanko-no-Kami), comandante de la Guardia del Palacio, sabe de los planes clandestinos del Gran Quesote. No tiene pruebas suficientes para exponerlos ante la luz pública y mostrar lo que verdaderamente es Quesote, lo único que le queda es prevenir sus esfuerzos de lo que pueda suceder. Él reclutó tres jóvenes gatos guerreros, los Gatos Samurái, cada uno de los cuales posee habilidades y armas para ayudarlo a mantener la paz entre los ciudadanos de Pequeño Tokio, a pesar de los intentos del Gran Quesote, el cual toma la forma de un robot gigante.

## Personajes

### Los Gatos Samurái
- Speedy Ceviche (Yattarō): es el líder del grupo de los Gatos Samurái. Como su nombre indica, es listo y rápido, un rasgo característico, hábil entregando pizzas y combatiendo el crimen. Blande una espada mágica llamada Ginzu, la cual siempre termina con los enemigos con un ataque especial. Confía en sí mismo y le gusta posar ante las cámaras después de cada victoria. Tiene los ojos azules y viste una armadura blanca. Su nombre hace referencia al ceviche, el platillo a base de pescado o mariscos cocidos con jugo de limón. Tiene una ligera semejanza con Ken Washio, el agente G-1 de Gatchaman, otra producción de la empresa Tatsunoko. Voz: Kappei Yamaguchi (japonés), Carlos Íñigo (español) .

- Polly Esther (Pururun): es la única mujer del equipo. Aunque Speedy es el líder, Polly es la jefa del restaurante. Tiene un temperamento fiero, dinámico e independiente, además de irritarse con facilidad. Batalla a los malos con el poder del amor. Siempre toca una flauta al inicio de la batalla. Sus armas tienen forma de corazón y da unos buenos arañazos con sus afiladas garras. Tiene los ojos azules y viste una armadura roja. Durante un tiempo fue cantante del grupo roquero Hermanas sin Sentido (Lovely Mipple en la versión japonesa); durante ese tiempo tuvo cabello corto pelirrojo, sujeto con una diadema. Su nombre hace referencia a una fibra sintética (el poliéster) y es un guiño al personaje Jun the Swan de Gatchaman. Voz: Ai Orikasa (japonés), Rocío Prado (español).

- Guido Anchoa (Sukashii): es un gato galante y apuesto. Alto, de pelo suave y meloso, siempre intenta conquistar a las chicas y siempre fracasa. El arma de Guido es un paraguas con el cual puede disparar anillos de fuego, rayos de calor, hipnotizar a sus enemigos o utilizarlo como un garrote cuando está cerrado. Tiene los ojos rojos y viste una armadura azul. Su nombre hace referencia a la anchoa, un pescado comestible. Guido es una referencia a Joe the Condor, el agente G3 de Gatchaman. Voz: Juurouta Kosugi (japonés), Sergio Gutiérrez Coto o Rubén Cerda (español).

Los Gatos Samurái nunca se quitan la armadura, ni siquiera cuando trabajan en el restaurante o cuando caminan por las calles. En ocasiones parodian a Superman, ocultando su identidad usando gafas oscuras (en un capítulo), pero frecuentemente se limitan a usar sus trajes de repartidores de pizzas sin que nadie los reconozca a pesar de llevar siempre el mismo casco. La única excepción es Polly Esther, que se quita la armadura casi por completo cuando va a la escuela. 
- Los Gatos Samurái de Nueva York: Pequeño Tokio no es la única ciudad en ser protegida por un equipo de gatos samurái. En un episodio los Gatos Samurái viajan a Nueva York para conocer a sus homólogos:
  - Sundance Kid (Michael)
  - Abigail (Madonna)
  - Cosmo (Prince)

Sus nombres en Japón hacen referencia a cantantes famosos estadounidenses de la época en la que se produjo la serie: Michael Jackson, Madonna y Prince, respectivamente.

### Otros personajes buenos
- El Narrador: nunca aparece, pero narra los episodios y hasta interactúa con los personajes. Frecuentemente hace ingeniosos o sarcásticos comentarios. Voz: Kenyuu Horiuchi (japonés), Bardo Miranda (español) .

- Francine (Otama): es la propietaria de la pizzería. Aunque no participa activamente en las misiones, siempre juega un rol vital en el equipo: cuando los Gatos Samurái necesitan ir a un lugar, ya sea en batallas o entregando pizzas, ella opera la pistola de lanzamiento (una parodia del film japonés Cyber Ninja), el cual lanza a nuestros héroes al aire, también opera las comunicaciones y las finanzas (esto último es una necesidad), y a menudo la escuchamos hablando con rimas. Dato curioso, en la versión japonesa subtitulada, speedy pregunta por qué ella forma parte del equipo si es normal, a lo que Gran Dienton le responde «es la matriarca» y los gatos samurái gritan muy sorprendidos porque ella era la madre de los gatos. Voz: Satomi Koorogi (japonés), Mónica Estrada (español) .

- Equipo de Rescate (Otasuke Ninja): cuando los Gatos Samurái están en serios problemas (usualmente cada vez que se levantan de la cama cada mañana), Francine llama al equipo de Rescate para que entre en acción. Irónicamente, solo uno de los miembros es suficiente para cumplir la misión cuando los 3 gatos principales no pueden. El equipo de rescate se compone de cuatro gatos valientes, cada uno con diferentes habilidades de acuerdo con los cuatro elementos básicos.
  - General Gatón (Rikkinoshin): es el líder del equipo de Rescate. Tiene un par de cañones montado sobre sus hombros. Su nombre es en referencia al general Patton. Representa al elemento fuego. Voz: Jorge Ornelas (en español).
  - Batigato (Mietoru): este gato tiene alas en forma de murciélago y una hélice que le permiten volar. Su nombre es en referencia a Batman. Representa al elemento aire. Voz: Carlos del Campo (en español).
  - Gataladro (Gotton): el segundo más joven del equipo. Un gato con taladros integrados a sus manos, tiene casco y una cola que le permite excavar (una vez dijo que era su traje de minero). Representa al elemento tierra. Voz: Jorge Ornelas y Carlos del Campo (en español).
  - Chorro E. Gato (Nekki): el más joven del equipo. A diferencia de los gatos, Spritz ama el agua. Usa cañones de agua a presión. Representa al elemento Agua. Voz: Gerardo Reyero (en español).

- Lucille (Omitsu, Omi-chan): es una oveja dueña de su propia casa de Té, es la principal discordia entre Speedy y Guido. Es muy temperamental y algo mala. Cuando se enoja o está nerviosa lanza misiles que oculta en su cabello. Junto con Polly Esther formó el grupo de rock Las Hermanas sin Sentido. Voz: Yuko Mizutani (en japonés), Gisella Casillas (en español).

- Gran Dientón (Inuyama Wanko-no-Kami): un perro, jefe de la guardia del palacio y maestro de los Gatos Samurái, los llama cuando sospecha que Quesote tiene algo entre manos. Su nombre es en referencia a Al Dente (pasta cocida al punto). Voz: Gerardo Reyero y Jorge Ornelas (en español).

- Emperador Fred (Shogun Tokugawa Iei Iei): un panda es el emperador de Pequeño Tokio. Está mentalmente incapacitado para gobernar, y siempre pasa el tiempo diciendo su nombre (Fred, Fred, Fred). Empieza a hablar más o menos bien en los últimos cuatro episodios. Su nombre original hace referencia al Shogun Ieyasu Tokugawa. Voz: Kenyuu Horiuchi (en japonés), Carlos Segundo (en español).

- Princesa Violeta (Usako Hime Tokugawa): una coneja, hija consentida del emperador y gobernante de Pequeño Tokio. Temperamental y caprichosa, envía a todo aquel que no le agrade a la Isla de los Extras. Cuando esta isla se sobrepobló, los empezó a enviar a la Isla de los Prisioneros (que más que un castigo fue una bendición). Su madre es una aventurera a la que casi nunca ve y que se parece mucho a su hija, no sólo en el físico. Voz: Maria Kawamura (en japonés), Martha Ceceña (en español).

- Guru Lou (Nekomata Reikainosuke, Daisensei): un gato viejo, vive en las montañas de Pequeño Tokio, cerca de la montaña principal Sushi. Cuando los Gatos Samurái están en apuros siempre les da un consejo (a menudo para que se vayan de su casa). Él les enseñó cómo activar el poder del Gatatónico Supremo, un robot gigante que llaman a la batalla cuando se necesita, el cual les da armaduras especiales de batalla y que también puede volar. El nombre del robot es en referencia al estado catatónico. Voz: Herman López (en español), Voz Gatatónico: Humberto Solórzano (en español) (cap. final).

- Mama e hijo Mapache (Itsumono Oya e Itsumono Ko): siempre aparecen haciendo comentarios tontos cada vez que los Gatos Samurái son disparados desde la pizzería («¡Mira, mamá, un avión!»). También critican tanto su mundo como el mundo real. Voz Mamá: Gisella Casillas (en español), Voz Hijo: Rocío Prado (en español).

### Villanos
- «Seymour» Gran Quesote (Kitsunezuka Ko'on-no-Kami): el primer ministro de Pequeño Tokio, en la versión japonesa es un zorro, en la inglesa y en el doblaje español mexicano se identifica erróneamente como una rata, de ahí su nombre y porque la rata es un enemigo de los gatos. Siempre trata de apoderarse de la ciudad, pero los Gatos Samurái están para detenerlo, y siempre sus planes fracasan por su incompetencia. Tiene el mal hábito de explotar cuando se pone de mal humor, lo cual casi siempre sucede al final de los episodios. Con tendencia a alardear, al travestismo y a coquetear con sus subordinados. Las orejas puntiagudas y el travestismo son un guiño al personaje de Berg Katse de la serie Gatchaman, otra producción de la empresa Tatsunoko.Voz: Ikuya Sawaki (en japonés), Carlos del Campo (en español).

- Jerry Atric (Karasu Gennarisai): un viejo cuervo, es el líder de los cuervos ninja y dirige los planes del Gran Quesote, siendo él la voz de la razón en contrapartida con la naturaleza impulsiva de su compañero. Usa un casco con forma de cabello para cubrir su calvicie. A veces trata de quitarle el poder al Gran Quesote, pero en el fondo son amigos. su nombre hace referencia a su avanzada edad y al cuidado de ancianos geriátrico. Voz: Jorge Ornelas (en español).

- Pájaro Malo (Karamaru): un cuervo malhumorado, es el segundo al mando de los cuervos ninja, y archirrival de Speedy. Un tipo rudo y duro con un pasado un tanto triste, pero es un rival de muchísimo cuidado. En el último episodio se reforma y ayuda a Speedy a salvar el mundo de un cometa, y se reúne con el amor de su niñez, Carla (Okara) quien cariñosamente lo llama Pajarillo. Voz: Kōichi Yamadera (en japonés), Hermán López (en español).

- Yard Bird o Pájaro Veloz (Choinaa Nana Gou): un hiperactivo avestruz que aparece en algunos episodios (mayormente en el capítulo «El caso del billonario fraudulento»). Tiene un defecto en el cual explota si se queda inmóvil por dos segundos. Voz: Ernesto Lezama (español) (un cap.)

- Cuervos Ninja (Karasu Ninja): es el ejército personal de Jerry Atric y el Gran Quesote y liderados por el Pájaro Malo. siempre se enfrentan a los Gatos Samurái en batalla, pero siempre son derrotados. En un episodio se dijo que eran originarios de Corea o al menos donde fueron hechos sus cascos.

- The Rude Noise o Los Mucho Ruido (Yami no Yon Nin Shu): una banda de heavy metal integrada por cuatro cuervos, que a veces son contratados por el Gran Quesote. Son la contraparte del equipo de Rescate, y son bastante peligrosos ya que en un capítulo y con ayuda de su robot gigante apalearon a los Gatos Samurái. Sus integrantes son:
  - Bad Max, AKA Cuervo Mayor (Zankaa): líder del grupo, su nombre es en referencia a la película Mad Max.
  - Cannonball Battery (Bonkaa): su nombre es en referencia a un famoso artista de jazz, Julian Cannonball Adderley.
  - Mojo Rojo (Rekkaa)
  - Rony Guisemore (Uokkaa): su nombre es en referencia a Tom Sizemore.

## Traducciones
Como en muchos casos de traducciones del anime, cuando Los gatos samurái se lanzó al mercado occidental, se tuvieron que hacer cambios especiales.
Primero, las diferencias en la traducción son notables. Cuando Saban compró los derechos, los traductores tuvieron que hacer cambios especiales. En el anime original se alude al esoterismo, sucesos históricos y aspectos socioculturales de Japón. Bajo estas circunstancias, los productores estadounidenses decidieron adaptar y en algunos episodios cambiar los guiones que correspondieran a la animación y reemplazaron toda la banda sonora japonesa por una nueva.
En la versión en inglés se editaron escenas debido al contenido violento y también muchas escenas con Gran Quesote travestido.
Los Gatos Samurái fue emitido en Estados Unidos, Canadá, en varios países de Europa, como Reino Unido, España, Francia, Italia, Países Bajos, Alemania, diversos países de América Latina, teniendo gran éxito en México, Brasil y Perú. Además de Australia, Nueva Zelanda, Hong Kong, Israel, Kenia o Armenia, entre otros. De los 54 episodios, 52 fueron traducidos, aunque en algunos países se transmitieron solo 40 debido a la censura.

## Música

### Original
- Opening おっとどっこい日本晴れ de Reina Yazawa
- Ending To Be Yourself de Reina Yazawa

Los dos temas fueron compuestos por Etsuko Yamakawa, Takeshi Ike y Anju Mana e interpretados por Reina Yazawa.

### Occidental
En la versión occidental se cambiaron los temas de opertura y cierre de la serie originales, siendo sustituidos por la sintonía de Samurái Pizza Cats.

## Vídeo y DVD
La serie fue lanzada en VHS en Japón, aunque solo sacaron veinte episodios. Se lanzó un DVD en inglés que puede encontrarse en Amazon, con solo cinco episodios de la serie . En Francia fue lanzada en DVD completa y con la imagen de vídeo remasterizada.  Archivado el 28 de septiembre de 2007 en Wayback Machine.

## Doblaje
| Personaje                              | Actor original japonés               | Doblaje al español Latinoamérica                         |
| -------------------------------------- | ------------------------------------ | -------------------------------------------------------- |
| Yattaro Speedy Ceviche                 | Kappei Yamaguchi                     | Carlos Íñigo                                             |
| Sukashii Guido Anchoa                  | Juurouta Kosugi                      | François Clemenceau                                      |
| Pururun Polly Esther                   | Ai Orikasa                           | Rocío Prado                                              |
| Kitsunezuka Ko'on-no-Kami Gran Quesote | Ikuya Sawaki                         | Carlos del Campo                                         |
| Gennarisai Jerry Atric                 | Naoki Tatsuta                        | Jorge Ornelas                                            |
| Karamaru Pájaro Malo                   | Kōichi Yamadera                      | Herman López                                             |
| Otama Francine                         | Satomi Koorogi                       | Mónica Estrada                                           |
| Omitsu Lucille                         | Yuko Mizutani                        | Gisela Casillas                                          |
| Rikinoshin General Gatón               | Kiyoyuki Yanada                      | Jorge Ornelas                                            |
| Mietoru Bati Gato                      | Tsutomu Kashiwakura                  | Carlos del Campo                                         |
| Gotton Gataladro                       | Wataru Takagi                        | Jorge Ornelas (alg. eps.), Carlos del Campo (alg. eps.)  |
| Nekki Chorro E. Gato                   | Takehito Koyasu                      | Gerardo Reyero                                           |
| Shogún Ieie Tokugawa Emperador Fred    | Kenyuu Horiuchi                      | Carlos Segundo                                           |
| Usako Tokugawa Princesa Violeta        | Maria Kawamura                       | Marta Ceceña                                             |
| Wanko no Kami Gran Dientón             | Kōzō Shioya                          | Gerardo Reyero (voz habitual), Jorge Ornelas (alg. eps.) |
| Okara Karla                            | Chieko Honda                         | Gisela Casillas                                          |
| Reikainosuke Nekomata Guru Lou         | Kenichi Ogata                        | Herman López                                             |
| Zankaa Bad Max (Cuervo Mayor)          | Yasunori Matsumoto                   | Alejandro Illescas (†)                                   |
| Bonkaa Cannonball Battery              | Kōzō Shioya                          | Jorge Ornelas                                            |
| Rekkaa Mojo Rojo                       | Hiroyuki Shibamoto, Kenyuu Horiuchi  | Gerardo Reyero                                           |
| Uokkaa Rony Guisemore                  | Masami Kikuchi                       | Carlos Iñigo                                             |
| Mamá mapache                           | Yuko Mizutani                        | Gisela Casillas                                          |
| Niño mapache                           | Ai Orikasa, Satomi Koorogi (un cap.) | Rocío Prado                                              |
| Juanito                                |                                      | Marcos Patiño                                            |
| Prof. Ohm                              |                                      | Carlos del Campo                                         |
| Fernando Gordonzuela                   |                                      | Carlos del Campo                                         |
| Bucky                                  |                                      | Carlos del Campo                                         |
| Yo-Viga                                |                                      | Ricardo Hill                                             |
| Pico Hablanchín                        |                                      | Gerardo Reyero                                           |
| Sacerdote                              |                                      | Jorge Ornelas                                            |
| Gatatónico Supremo                     |                                      | Humberto Solórzano                                       |
| Michael Sundance's kid                 | Ryō Horikawa                         | Gerardo Reyero                                           |
| Prince Cosmopolis                      | Shō Hayami                           | Alejandro Illescas (†)                                   |
| Madonna Deedee                         | Hiromi Tsuru                         | ?                                                        |
| Abigail                                |                                      | Patricia Acevedo                                         |
| Billy, El Torote                       |                                      | Álvaro Tarcicio (†)                                      |
| Cortesana                              |                                      | Rocío Prado                                              |
| Camina-Hablando                        |                                      | César Arias                                              |
| Narrador                               | Kenyuu Horiuchi                      | Bardo Miranda                                            |

En España fue emitida con el doblaje de Latinoamérica.